# NGC 2199
NGC 2199 je galaksija u zviježđu Stolu.

## Vanjske poveznice
- SEDS: NGC 2199